# Zastava Mestne občine Slovenj Gradec
Zastava Mestne občine Slovenj Gradec je pravokotne oblike v razmerju 1:2. Zastava je v sredini bele barve, na vsaki strani podolžne stranice pa je omejena z ožjima modrima pasovoma. Sredi belega polja je postavljen grb Mestne občine Slovenj Gradec. 